# Oliver Twist (2007)
Oliver Twist is een vijfdelige Britse dramaserie die voor het eerst werd uitgezonden op 18 december 2007 op BBC One. De miniserie is gebaseerd op de gelijknamige roman uit 1838 van Charles Dickens.

## Verhaal
De dramaserie vertelt het verhaal van Oliver Twist, een weeskind die moet overleven in de straten van Londen tijdens het Victoriaanse tijdperk.

## Rolverdeling
- William Miller als Oliver Twist
- Timothy Spall als Fagin
- Tom Hardy als Bill Sikes
- Edward Fox als Mr. Brownlow
- Julian Rhind-Tutt als Monks
- Sophie Okonedo als Nancy
- Adam Arnold als Artful Dodger
- Sarah Lancashire als Mrs. Corney
- Anna Massey als Mrs. Bedwin
- Morven Christie als Rose Maylie
- Nicola Walker als Sally
- Rob Brydon als Mr. Fang
- John Sessions als Mr. Sowerberry

## Afleveringen

### Verenigd Koninkrijk
| Nr. | Titel        | Duur       | Datum uitzending BBC One |
| --- | ------------ | ---------- | ------------------------ |
| 1   | Aflevering 1 | 60 minuten | 18 december 2007         |
| 2   | Aflevering 2 | 30 minuten | 19 december 2007         |
| 3   | Aflevering 3 | 30 minuten | 20 december 2007         |
| 4   | Aflevering 4 | 30 minuten | 21 december 2007         |
| 5   | Aflevering 5 | 30 minuten | 22 december 2007         |

### Verenigde Staten
| Nr. | Titel        | Duur       | Datum uitzending PBS |
| --- | ------------ | ---------- | -------------------- |
| 1   | Aflevering 1 | 90 minuten | 15 februari 2009     |
| 2   | Aflevering 2 | 90 minuten | 22 februari 2009     |

## Prijzen en nominaties
| Jaar | Prijs                           | Categorie                | Ontvangstnemer(s)                         | Uitslag     |
| ---- | ------------------------------- | ------------------------ | ----------------------------------------- | ----------- |
| 2008 | BAFTA Awards                    | Beste kostuums           | Amy Roberts                               | Gewonnen    |
| 2008 | BAFTA Awards                    | Beste grime en haarstijl | Anne Oldham                               | Genomineerd |
| 2008 | Broadcasting Press Guild Awards | Beste dramaserie         | Coky Giedroyc, Sarah Phelps & Sarah Brown | Genomineerd |